# Придніпровський завод кольорових металів
Придніпровський завод кольорових металів — державне підприємство, яке продукує і постачає на ринок:
- зливки платини,
- паладій,
- золото,
- порошок родію чистотою 99,95 %;
- обладнання з платини і її сплавів
- хімічні сполуки на основі дорогоцінних металів
- листовий прокат,
- труби,
- сітки,
- фольгу з платини, паладію, золота і їх сплавів тощо.

Підприємство має унікальні технології індукційної плавки, афінажу, зварювання дорогоцінних металів. Підприємство вирішує весь комплекс питань щодо переробки брухту та відходів платини і МПГ.

## Історія
Виникло у  1999 році внаслідок конверсії Виробничого об'єднання "Придніпровський хімічний завод"

## Контактна інформація
- Адреса: пр. Аношкіна, 179, 51917 Кам'янське, Україна.